# Kanton Coursegoules
Coursegoules is een voormalig kanton van het Franse departement Alpes-Maritimes. Het kanton maakte deel uit van het arrondissement Grasse. Het werd opgeheven bij decreet van 24 februari 2014, met uitwerking op 22 maart 2015. De gemeenten Cipières en Gréolières werden opgenomen in het kanton Valbonne ; de andere in het kanton Vence.

## Gemeenten
Het kanton Coursegoules omvatte de volgende gemeenten:
- Bézaudun-les-Alpes
- Bouyon
- Cipières
- Conségudes
- Coursegoules (hoofdplaats)
- Les Ferres
- Gréolières
- Roquestéron-Grasse